# Гончаров, Иван Тимофеевич (командир батальона)
Иван Тимофеевич Гончаров (1920—1945) — Гвардии капитан Рабоче-крестьянской Красной Армии, участник Великой Отечественной войны, Герой Советского Союза (1945).

## Биография
Иван Гончаров родился 6 января 1920 года в селе Житловка (ныне — Кременский район Луганской области Украины) в семье крестьянина. Получил среднее образование. В 1938 году Гончаров был призван на службу в Рабоче-крестьянскую Красную Армию. В 1941 году он окончил Подольское пехотное училище. С августа 1942 года — на фронтах Великой Отечественной войны. Принимал участие в боях на Северо-Кавказском, 2-м Прибалтийском, 2-м и 3-м Украинских фронтах. Участвовал в битве за Кавказ, Ленинградско-Новгородской, Уманско-Ботошанской, Ясско-Кишинёвской, Бухарестско-Арадской, Дебреценской, Будапештской операциях. К апрелю 1945 года гвардии капитан Иван Гончаров командовал мотострелковым батальоном 30-й гвардейской механизированной бригады (9-го гвардейского механизированного корпуса, 6-й гвардейской танковой армии, 2-го Украинского фронта). Отличился во время Венской операции.
Во время боя за посёлок Шеред между венгерскими городами Мор и Секешфехервар батальон Гончарова при поддержке танковой роты и артиллерийской батареи выбил превосходящего по численности противника из посёлка, уничтожив более 20 танков и штурмовых орудий, а также большое количество солдат и офицеров противника. Также в том бою было захвачено 35 бронетранспортёров и 70 автомашин. В ходе боя за посёлок Бодайк к западу от Шереда Гончаров получил ранение, но поля боя не покинул, продолжая руководить действиями своего подразделения. 20 апреля 1945 года он погиб в бою под чехословацким городом Брно. Похоронен в Вене.

## Награды
Указом Президиума Верховного Совета СССР от 29 июня 1945 года за «умелое командование подразделением, мужество и героизм, проявленные боях» гвардии капитан Иван Гончаров посмертно был удостоен высокого звания Героя Советского Союза. Также был награждён орденами Ленина, Красного Знамени, Александра Невского, Отечественной войны 2-й степени, а также рядом медалей.